# Evolution Sports Cars

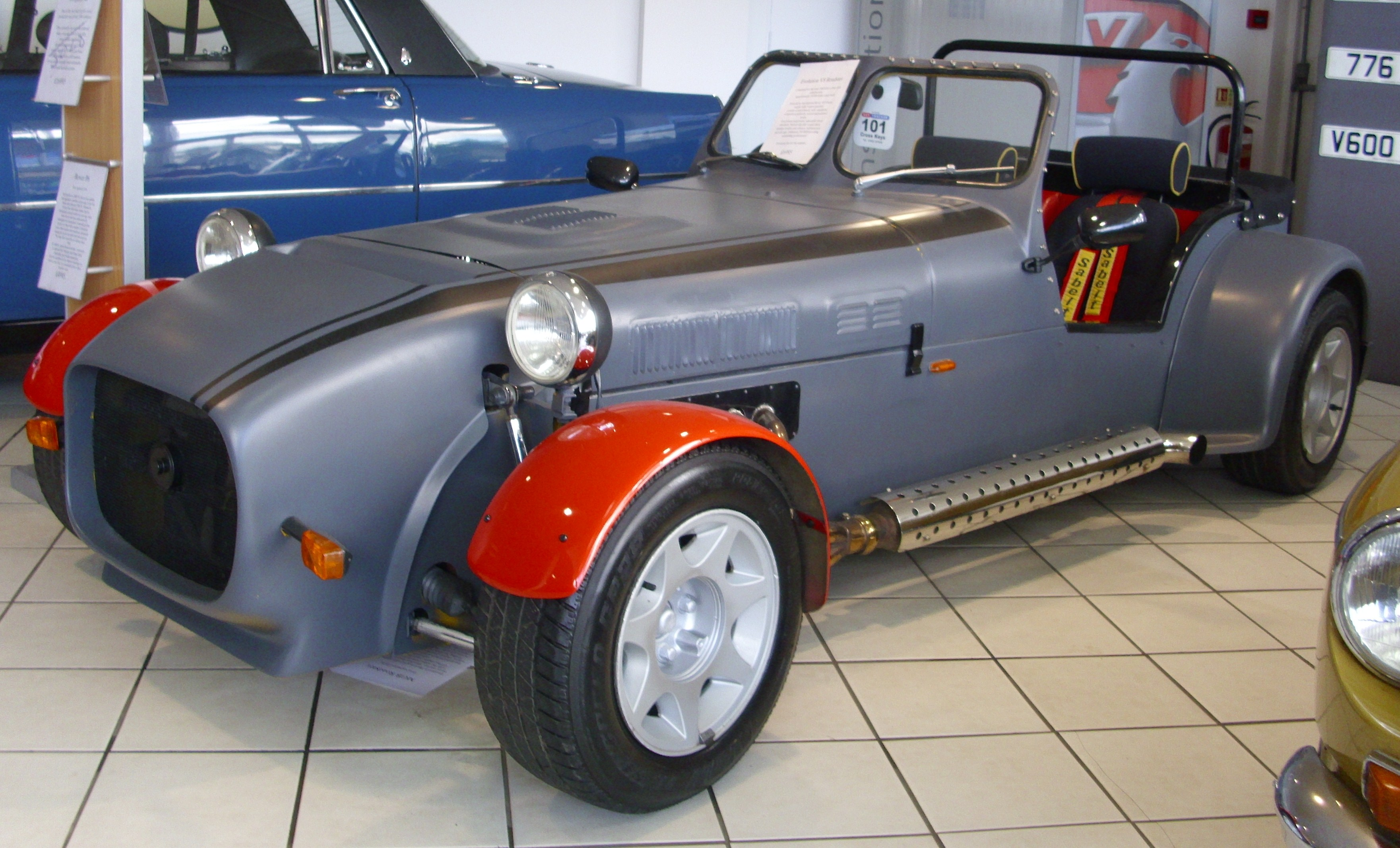
Evolution 1 mit V8-Motor von Rover

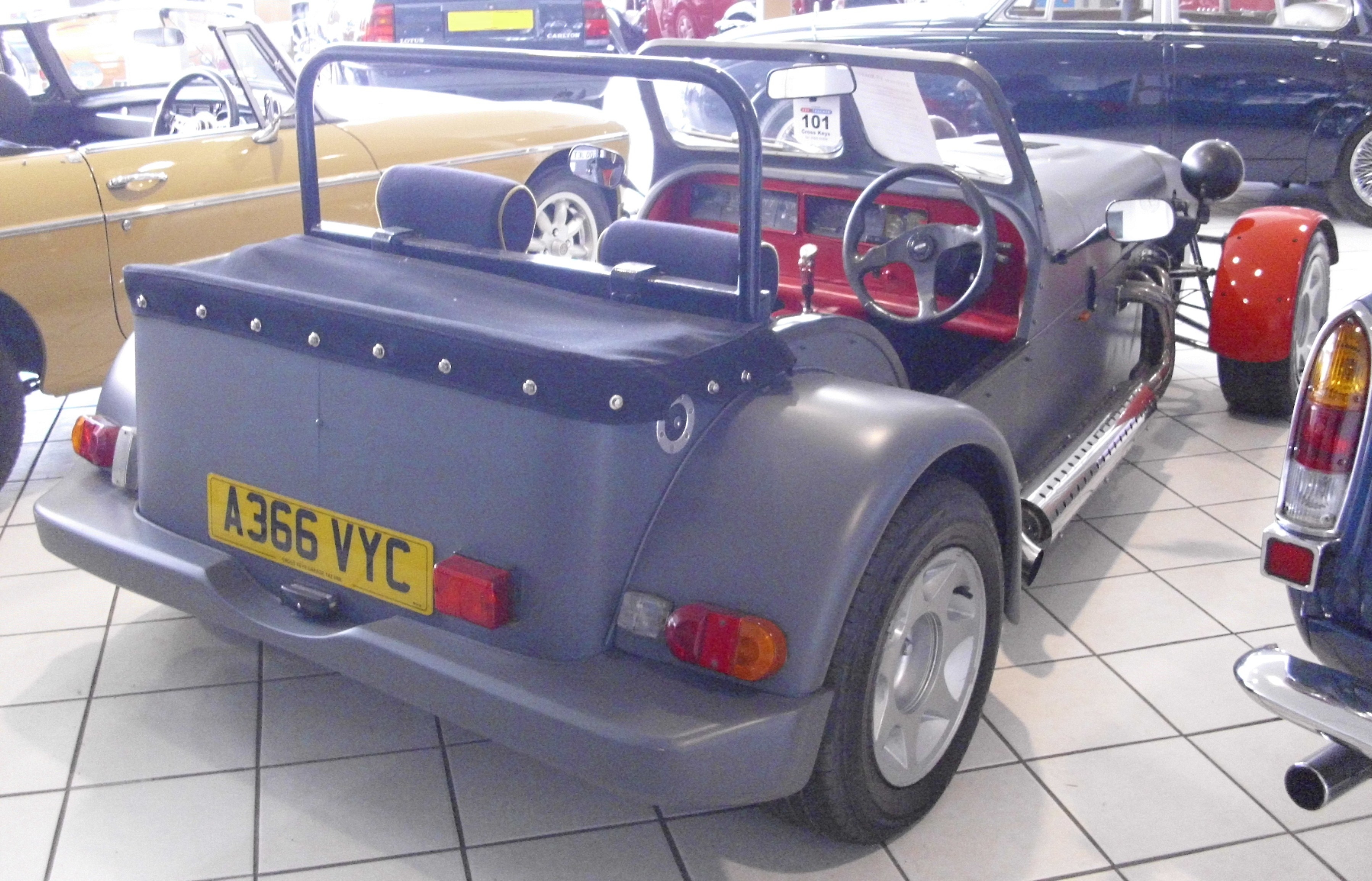
Heckansicht

Evolution Sports Cars, zuvor Mike Ryan, war ein britischer Hersteller von Automobilen.

## Unternehmensgeschichte
Mike Ryan gründete 1993 das gleichnamige Unternehmen in Cheltenham in der Grafschaft Gloucestershire. Er begann mit der Produktion von Automobilen und Kits. Der Markenname lautete Evolution. 1995 übernahm Mike Gould das Unternehmen und verlegte den Sitz nach Avonmouth in Bristol. 1999 endete die Produktion. Insgesamt entstanden etwa zwölf Exemplare.
Es gab keine Verbindung zu Evolution Sportscars, die ein paar Jahre später tätig waren.

## Fahrzeuge
Das einzige Modell war der 1 Roadster. Dies war ein Fahrzeug im Stile des Lotus Seven. Ein Spaceframe-Rahmen bildete die Basis. Verschiedene Vierzylindermotoren von Ford und der V8-Motor von Rover trieben die Fahrzeuge an.